# Александър Александров (политик, р. 1958)
Вижте пояснителната страница за други личности с името Александър Александров.
Александър Атанасов Александров български политик и военен, полковник от „Има такъв народ“. Народен представител е от парламентарната група на „Има такъв народ“ в XLV, XLVI и XLVII народни събрания.

## Биография
Александър Александров е роден на 15 септември 1958 г. в град Свищов, Народна република България. През 1980 г. завършва Висшето военно училище „Васил Левски“ във Велико Търново, през 1990 г. – Военната академия в Москва, през 1994 г. – Центъра на ООН по операции по поддържане на мира в Райхенау (Австрия), през 1996 г. – Командната академия на Бундсвера в Хамбург (Германия), през 2001 г. – Висшия колеж по отбраната на НАТО в Рим (Италия), през 2003 г. – училището на НАТО в Оберамергау (Германия).
На парламентарните избори през ноември 2021 г. като кандидат за народен представител е 2-ри в листата на „Има такъв народ“ за 3 МИР Варна, откъдето е избран.